# 최미경 (피부미용사)
최미경 (1967년 2월 20일(음력))은 대한민국의 피부미용사이며 아로마테라피스트이며 아로마TV를 운영하는 유튜버이다.
1987년 태평양화학 미용사원(피부관리사)로, 이후 참존 매장 점장으로 근무, 1993년 최미경피부관리실을 개원하면서 피부미용사의 길을 걷기 시작했다.
피부 미용사로서 접한 아로마테라피를 이용한 피부관리 및 스파 프로그램 개발하고 아로마상품을 개발하여 사업을 확장하고 현재 제이엔씨벤자롱 주식회사의 이사, 벤자롱스파 대표원장, 아로마테라피협회 협회장을 맡고 있다. 

## 경력사항
| 직 장 명                                             | 근무 기간        | 담당 업무        | 직 위                    |
| (주)태평양화학                                       | 1987.12.~1990.11 | 피부미용         | 사원                     |
| (주)참존                                             | 1991.1~1992.2    | 피부미용         | 점장                     |
| 최미경피부관리실개원                                 | 1993.4.1         | 피부미용         | 원장                     |
| 피부미용 분과 위원회                                 | 1996~1999        | 피부미용         | 대전서구 지역장역임      |
| YWCA                                                 | 1997             | 발관리,아로마    | 전임 강사                |
| 세이백화점 문화센터                                  | 1997             | 발관리           | 강사                     |
| 비달삭순 미용 학원                                   | 1998             | 피부미용         | 강사                     |
| 한국 미용 학원                                       | 1999             | 피부미용         | 강사                     |
| 국제귀반사학회                                       | 2004             | 귀반사           | 강사                     |
| (사)대한미용사 중앙회                                | 2006             | 피부미용         | 피부미용 위원            |
| (사)대한미용사 중앙회                                | 2006             | 피부미용         | 심사위원                 |
| 한국 타이마사지 협회                                 | 2006             | 타이마사지       | 전임 강사                |
| (사)대한미용사 중앙회                                | 2007             | 피부미용         | 아로마테라피 분과 위원장 |
| 한국 타이마사지 협회                                 | 2007             | 타이마사지       | 대전 지회장              |
| 벤자롱스파 프랜차이즈                                | 2007.3.24        | 스파, 피부미용   | (현)대표 원장            |
| J&C벤자롱(주)                                        | 2009             | 유통, 무역, 생산 | (현)이사                 |
| 대전보건대학(평생교육원)                             | 2007             | 타이마사지       | 강사                     |
| Sara skin care shop                                  | 1996             | 피부미용         | 원장                     |
| 충청대학 의료피부미용학부                            | 2008             | 의료 피부미용    | (현)교수                 |
| 최미경아로마 연구소                                  | 2008             | 아로마           | (현)소장                 |
| BQ미용직업전문학교                                   | 2009             | 아로마테라피     | 교수                     |
| (사)한국여성창업교육능력개발협회                     | 2008             | 서울             | (현)이사                 |
| (사)한국뷰티산업개발협회                             | 2009             | 서울             | (현)이사                 |
| 영국 시브텍 스파협회 한국지부                        | 2009             | 아로마테라피     | 교수                     |
| 아로마테라피협회                                     | 2017             | 아로마테라피     | (현)협회장               |
| 벤자롱골드스파 10개 직영점 벤자롱스파 가맹점 200여개 | 2011~            | 스파             | (현)대표 원장            |

## 출간도서 및 교육자료
| 출간도서·CD 및 교육 제목            | 제작사·출판사      | 출판 날짜 |
| 아로마테라피 수기요법 실기 동영상   | 최미경아로마연구소 | 2007      |
| 아로마테라피 교육 교재 임상과정     | 최미경아로마연구소 | 2007      |
| 벤자롱스파 운영매뉴얼               | 최미경아로마연구소 | 2007      |
| 스킨 허브볼테라피 실기동영상        | 최미경아로마연구소 | 2008      |
| 드라이스킨 허브볼테라피 실기 동영상 | 최미경아로마연구소 | 2008      |
| 허브볼테라피                        | 현무사             | 2013      |
| 아로마테라피가이드                  | J&C벤자롱(주)      | 2015      |
| 향기로 말하는 여자                  | 빅애플             | 2015      |
| 아로마테라피 기초에서 치료까지      | 도서출판 빅애플    | 2015      |
| 아로마테라피 마스터북               | J&C벤자롱(주)      | 2019      |

"찢어질듯 한 가난과 죽을 것 같았던 아픔을 이겨내고 당당하게 성공가도를 달리고 있는 여성 CEO
지금의 그녀가 있기까지 육체적, 정신적 지주가 되어준 아로마테라피
아로마 외길 인생의 노하우를 말한다." - 저서, 향기로 말하는 여자 
아로마테라피협회www.aromata.kr== 아로마테라피협회 ==
아로마테라피협회는 2017년 최미경 협회장을 중심으로 아로마테라피전문가들이 모인 단체로, 아로마테라피를 가장 효율적이고 안전한 방법으로 사용하는 방법을 연구하고 교육하기 위함이 첫 번째 목적이다.
아로마테라피협회에서는 또한, 한국산 에센셜오일에 대한 임상을 얻고 발전시키기 위해 노력하고 있다.

### 향기페스티벌
1) 2018년 [Salon de Scent: 향기를 말하다]
- Chapter.1 이해 - 잠재의식향 디퓨져 만들기
- Chapter.2 소통 - 아로마토크쇼 [전문가들의 노하우와 한국산 에센셜오일의 세계화]
- Chapter.3 배움 - 고대천연향수 시향체험

2) 2019년 [아로마테라피 임상대회]
- 제1회 아로마테라피 임상대회 - 한국산 에센셜오일과 캐리어오일을 에스테틱에서 적용한 아로마테라피 임상사례

## J&C벤자롱
최미경은 제이엔씨벤자롱주식회사 이사이며 아로마테라피를 이용한 상품개발과 벤자롱스파 프로그램 개발이 주 업무이다.
최미경이 피부관리사로서 얻은 아로마테라피 임상을 토대로 다양한 아로마테라피 상품이 개발되어 현재, 벤자롱몰을 통해 판매되고 있다.
벤자롱스파 보관됨 2022-09-14 - 웨이백 머신== 벤자롱스파 ==
최미경은 2006년부터 2011년까지 태국 방콕과 치앙미이를 오가며 태국의 다양한 정통의학 (타이마사지, 허브볼테라피, 톡센 등)을 배우고 이를 접목하여 2007년 대전에 벤자롱스파를 개업하였다.
현재는 벤자롱골드스파 직영점과 벤자롱스파 가맹점 200여개의 대표 원장으로서 새로운 피부관리 프로그램과 스파 프로그램 그리고 아로마테라피 프로그램을 개발 하고 있다.

현재, 아로마테라피와 천연주의에 대한 관심이 높아지면서 벤자롱스파에서는 아로마테라피를 이용한 아로마공방과 노케미공방 프로그램도 운영중이다.
한 때, "대전에 가면 타이마사지를 받으러 가야한다"라는 말이 있었는데, 벤자롱스파를 운영하면서 타이스파가 데이트 코스가 되는 새로운 문화를 만들었던 장본인 이기도 하다.
1. ↑  최미경 (2015). 《향기로 말하는 여자》. 빅애플.